# Buch am Sand

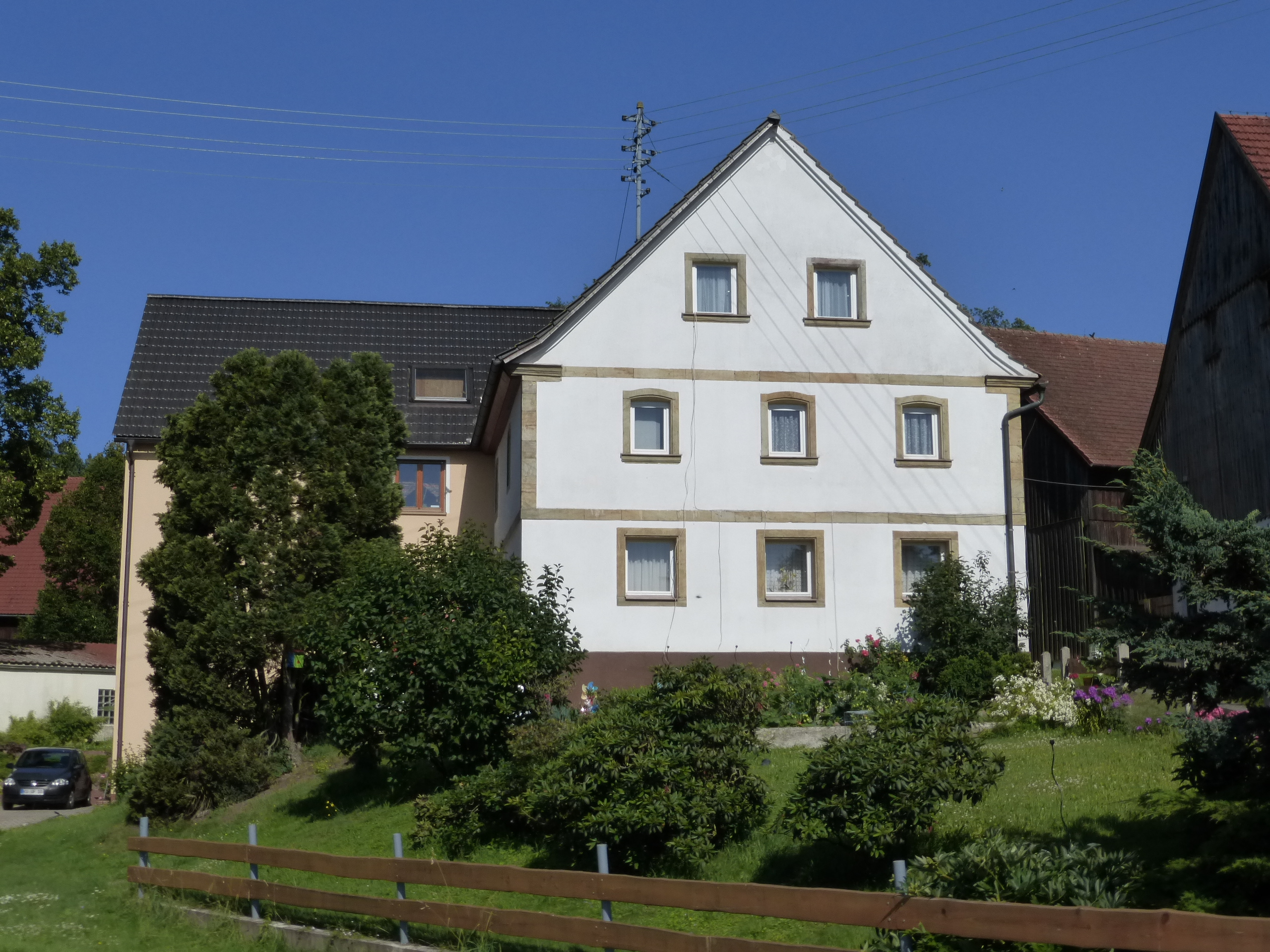
Haus Nr. 7: Wohnstallhaus

Buch am Sand (oberfränkisch ebenfalls Buch) ist ein Gemeindeteil der Gemeinde Neudrossenfeld im Landkreis Kulmbach (Oberfranken, Bayern). Buch am Sand liegt in der Gemarkung Leuchau.

## Geographie
Das Dorf liegt am rechten Ufer des Roten Mains und ist von Acker- und Grünland umgeben. Im Osten befindet sich der Buchleitenberg (385 m ü. NHN). Zwei Anliegerwege münden unmittelbar westlich in die Kreisstraße KU 16, die nach Dreschen (1,1 km nördlich) bzw. an Unterlettenrangen vorbei nach Langenstadt verläuft (1,3 km südlich).

## Geschichte
Der Ort wurde 1284 als „Buch“ erstmals urkundlich erwähnt. Die Grafen von Orlamünde schenkten dem Kloster Langheim zwei Höfe in Buch. Dem Ortsnamen liegt die Flurbezeichnung Buchenwald zugrunde. 1877 wurde der Ort erstmals als „Buch a/Sand“ bezeichnet.
Gegen Ende des 18. Jahrhunderts bestand Buch am Sand aus 9 Anwesen. Das Hochgericht übte das bayreuthische Stadtvogteiamt Kulmbach aus. Dieses hatte zugleich die Dorf- und Gemeindeherrschaft. Grundherren waren das Kastenamt Kulmbach (1 Wohnhaus mit Zapfenschankgerechtigkeit), der Markgräfliche Lehenhof Bayreuth (1 Hof), das Stiftskastenamt Himmelkron (1 Halbhof), der bambergische Langheimer Amtshof (4 Höfe) und die Kaplanei Creußen (2 Halbhöfe).
Von 1797 bis 1810 unterstand der Ort dem Justiz- und Kammeramt Kulmbach. Mit dem Gemeindeedikt wurde Buch am Sand dem 1811 gebildeten Steuerdistrikt Gößmannsreuth und der 1812 gebildeten gleichnamigen Ruralgemeinde zugewiesen. Mit dem Zweiten Gemeindeedikt (1818) wurde die Gemeinde in Leuchau umbenannt. Am 1. Juli 1976 wurde Buch am Sand im Zuge der Gebietsreform in Bayern nach Neudrossenfeld eingegliedert.

### Baudenkmäler
- Haus Nr. 7: Wohnstallhaus

### Einwohnerentwicklung
| Jahr      | 001809 | 001818 | 001861 | 001871 | 001885 | 001900 | 001925 | 001950 | 001961 | 001970 | 001987 |
| Einwohner | 61     | 76     | 89     | 100    | 90     | 82     | 81     | 94     | 64     | 65     | 56     |
| Häuser    |        | 10     |        |        | 10     | 10     | 10     | 11     | 9      |        | 13     |
| Quelle    | [ 12 ] | [ 9 ]  | [ 13 ] | [ 7 ]  | [ 14 ] | [ 15 ] | [ 16 ] | [ 17 ] | [ 18 ] | [ 19 ] | [ 1 ]  |

## Religion
Buch am Sand ist seit der Reformation evangelisch-lutherisch geprägt und nach St. Johannes der Täufer (Hutschdorf) gepfarrt.